# Riasg Buidhe

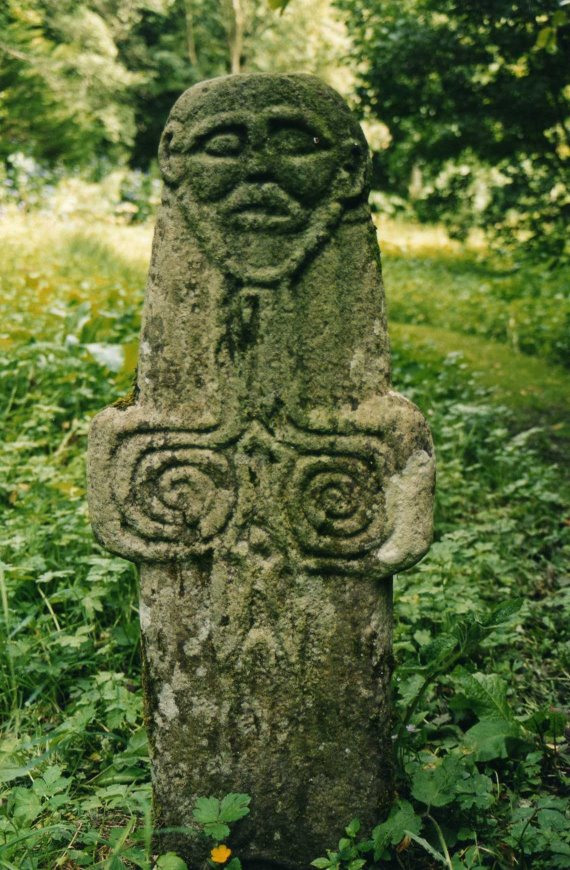
Kreuzstein im Park von Colonsay House

Riasg Buidhe (auch Reasagbuie genannt) ist ein im Jahre 1918 aufgegebenes Dorf im Osten der schottischen Insel Colonsay, die zu den Inneren Hebriden und zur Council Area Argyll and Bute gehört. Sie liegt etwa 24 Kilometer südlich der Isle of Mull. 
In Riasg Buidhe wurde eine Cross-Slab (Kreuzplatte) aus dem 7. oder 8. Jahrhundert gefunden, die sich seit 1870 in Kiloran bei Colonsay House (errichtet 1722) befindet. In unmittelbarer Nähe liegt die Quelle „Tobar Odhrain“ (deutsch St.-Orans-Quelle). 
Die kaum merklich kreuzförmige Platte zeigt ein feierliches Gesicht mit ausgeprägten Augenbrauen und Ohren. Das bärtige Kinn ruht auf dem oberen Ende eines Kreuzes mit zwei gegenläufigen Spiralen auf den Kreuzarmen dessen Schaft unten in einem Fischschwanz endet. Die Darstellung hat in Schottland keine Parallelen, kann aber mit zeitgenössischen Beispielen aus Irland verglichen werden.
Riasg Buidhe ist ein Scheduled Monument.